# MTR MTR390
Le MTR390 est un turbomoteur développé conjointement par MTU Aero Engines, Safran Helicopter Engines, Rolls-Royce puis ITP Aero, réunis au sein du consortium MTR, puis MTRI. Il est la seule motorisation de l'hélicoptère Eurocopter EC665 Tigre, en service dans les forces armées française, allemande, espagnole et australienne.

## Généralités
Ce moteur a été conçu pour propulser des hélicoptères dans la gamme des 5 à 7 tonnes en configurations à un ou deux moteurs. Jusqu'à présent, sa seule application connue est la motorisation de l'hélicoptère de combat franco-allemand Tigre.
Les premiers essais du moteur commencèrent en décembre 1989, et son premier essai en vol fut effectué en 1991. Le MTR390 reçut ensuite sa certification militaire en mai 1996 et sa certification civile en juin 1997
Après la version initiale MTR390-2C, une version plus puissante, le MTR390-E (pour « Enhanced », « amélioré »), a été développée pour les forces armées françaises et espagnoles.

## Caractéristiques techniques

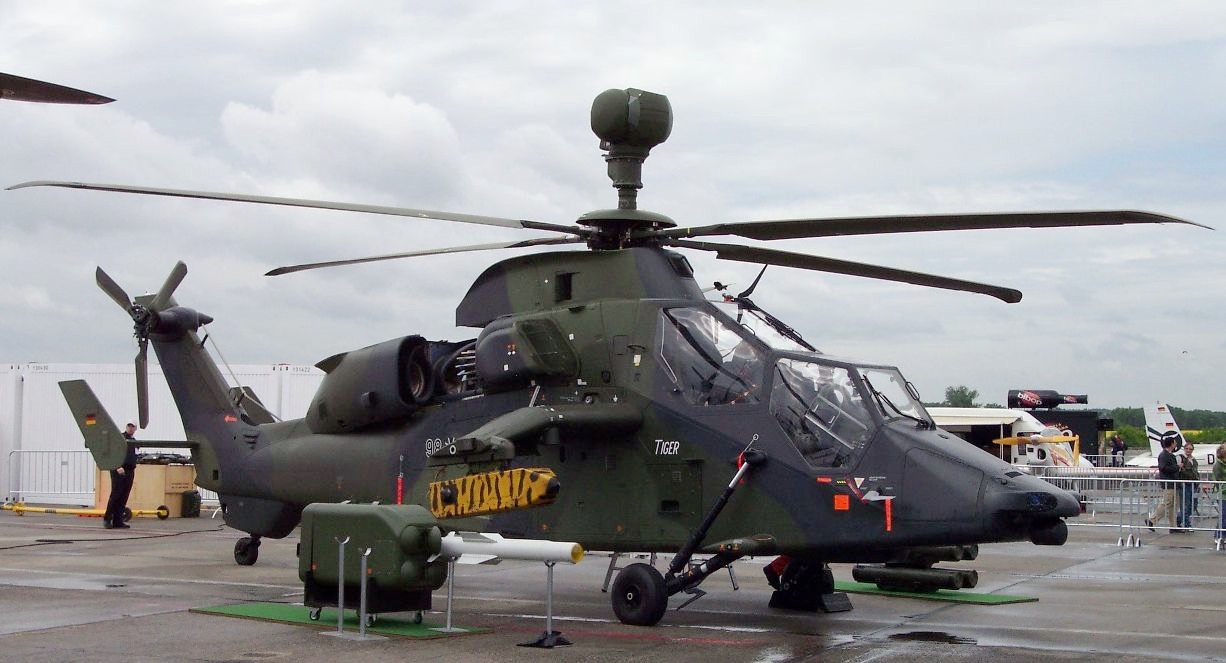
Vue d'un Tigre au stationnement. On peut noter, sur le dessus de l'appareil, la partie arrière du carénage dissimulant l'un des MTR390 propulsant l'appareil, en position ouverte. Ces carénages, dits « dilueurs/déviateurs de jet » ont pour fonction de réduire la signature thermique du moteur en mélangeant ses gaz d'échappement à de l'air froid, et de diriger ces gaz chauds vers le rotor principal, afin de les diluer rapidement dans l'air ambiant.

La conception du MTR390 s'est focalisée sur une faible consommation et une maintenance facile, grâce à son architecture modulaire et ne nécessitant que peu d'outillage. Il devait également être solide et fiable, pouvant fonctionner sur une longue période sans devoir subir d'interventions majeures.
Le MTR390 est constitué de trois modules, auxquels s'ajoute l'unité de contrôle électronique Engine Control and Monitoring Unit (ECMU). Les trois modules principaux sont la boîte à engrenages, le générateur de gaz et la turbine de puissance.

### Module 1
La boîte à engrenages intègre deux unités distinctes :
- Les engrenages réducteurs, dans la partie basse du module, qui réduisent la vitesse de rotation de la turbine pour l'amener à une valeur désirée ;
- Le relais accessoire, dans la partie supérieure du module, qui apporte de l'énergie pour le bon fonctionnement de certains éléments du moteur, tels la pompe à huile, la pompe à carburant, le radiateur, le démarreur électrique, etc.

Cette configuration compacte est contenue dans un unique boîtier moulé en aluminium, qui contient également le réservoir d'huile pour le système de lubrification intégré du moteur.

### Module 2
Le « générateur de gaz » est en fait la partie d'un turbomoteur qui ne sert qu'à assurer son fonctionnement continu, à opposer à la partie dite « de puissance » (le module 3), qui elle n'est là que pour créer du couple sur un arbre de sortie (via les engrenages réducteurs). Ce générateur de gaz est doté des éléments suivants :
- Un compresseur centrifuge à deux étages, qui combine un bon rendement et un encombrement réduit[1] ;
- Une chambre de combustion de type « reverse flow » (à flux inversé), qui permet de diminuer la longueur totale du moteur et améliore son refroidissement[1] ;
- Un étage unique de turbine, conçu pour une haute performance et une grande fiabilité[1] ;
- Un carénage inter-turbine, qui fournit un support structurel pour le logement du roulement principal arrière[1] ;
- L'arbre de transfert de puissance, qui transmet la puissance récupérée sur la turbine libre vers le boîtier à engrenages[1]. Cet arbre est coaxial et concentrique avec celui de la partie « générateur de gaz », qui lui n'assure que la mise en rotation du compresseur du moteur.

### Module 3
La partie « puissance » du moteur est une turbine libre axiale à deux étages de conception robuste, soumise à des contraintes mécaniques et thermiques modérées, apportant une haute performance et réduisant les risques de panne en utilisation. L'arbre qui relie cette turbine à sa boîte d'engrenages passe à l'intérieur de celui du générateur de gaz du moteur (module 2)

### ECMU
Le module de contrôle et de gestion moteur ECMU (module 4) est l'unité électronique chargée de surveiller le bon état du moteur en cours de fonctionnement. Elle dispose des fonctions suivantes :
- Séquence de démarrage totalement automatisée (environ 30 secondes) ;
- Protection contre les surcharges et les « soufflages » pendant les changements de régimes brutaux ;
- Limitation automatique aux régimes dits « OEI » (de l'anglais : « One Engine Inoperative », « un moteur hors-service ») ;
- Limiteur de couple automatique pour les boîtiers de transmission principaux des aéronefs[Note 2] (Main Gearbox Assembly - MGB) ;
- Communication entre les deux ECMU (cas des hélicoptères multimoteurs) ;
- Fonction entraînement ;
- Sauvegarde manuelle ou électrique des paramètres d'utilisation ;
- Vérification des bonnes performances du moteur (Engine Performance Check - EPC) ;
- Surveillance et enregistrement des dépassements de limites de fonctionnement (Limit Exceedance Monitoring - LEM) ;
- Surveillance de l'utilisation globale du moteur pendant sa carrière opérationnelle (Life Usage Monitoring - LUM) ;
- Tests intégrés ;
- Protection contre les survitesses.

## Versions
- MTR390-2C : Version de production, qui équipe actuellement le Tigre. Sa puissance au décollage est de 1 302,51 ch (958 kW) ;
- MTR390-E : Version améliorée, en cours de développement. Ce moteur fournit 14 % de puissance supplémentaire, pour une consommation à peine supérieure[3]. Sa puissance au décollage est de 1 487,43 ch (1 094 kW), et sa puissance en régime continu est de 1 352,82 ch (995 kW)[3]. Il peut tolérer un fonctionnement en urgence à une puissance de 1 797,42 ch (1 322 kW), sur une durée n'excédant pas 30 secondes[3].

## Applications
- Eurocopter EC665 Tigre : Deux moteurs MTR390-2C de 1 302,51 ch (958 kW).